# Juan Ignacio Ramírez
Juan Ignacio Ramírez Polero (Mercedes, 1º febbraio 1997) è un calciatore uruguaiano, attaccante dell'Everton in prestito dal Newell's Old Boys.

## Biografia
È fratello maggiore di Santiago Ramírez, anch'egli calciatore professionista.

## Caratteristiche tecniche
È una punta centrale.

## Carriera

### Club
Cresciuto nel settore giovanile del Liverpool (M), ha esordito il 21 febbraio 2016 in occasione del match di campionato perso 3-1 contro la Juventud.

## Palmarès

### Club

#### Competizioni nazionali
- Campionato uruguaiano: 2

Liverpool Montevideo: Torneo Intermedio 2019
Nacional: 2022
- Supercopa Uruguaya: 1

Liverpool Montevideo: 2020